# Giuliana Sgrena

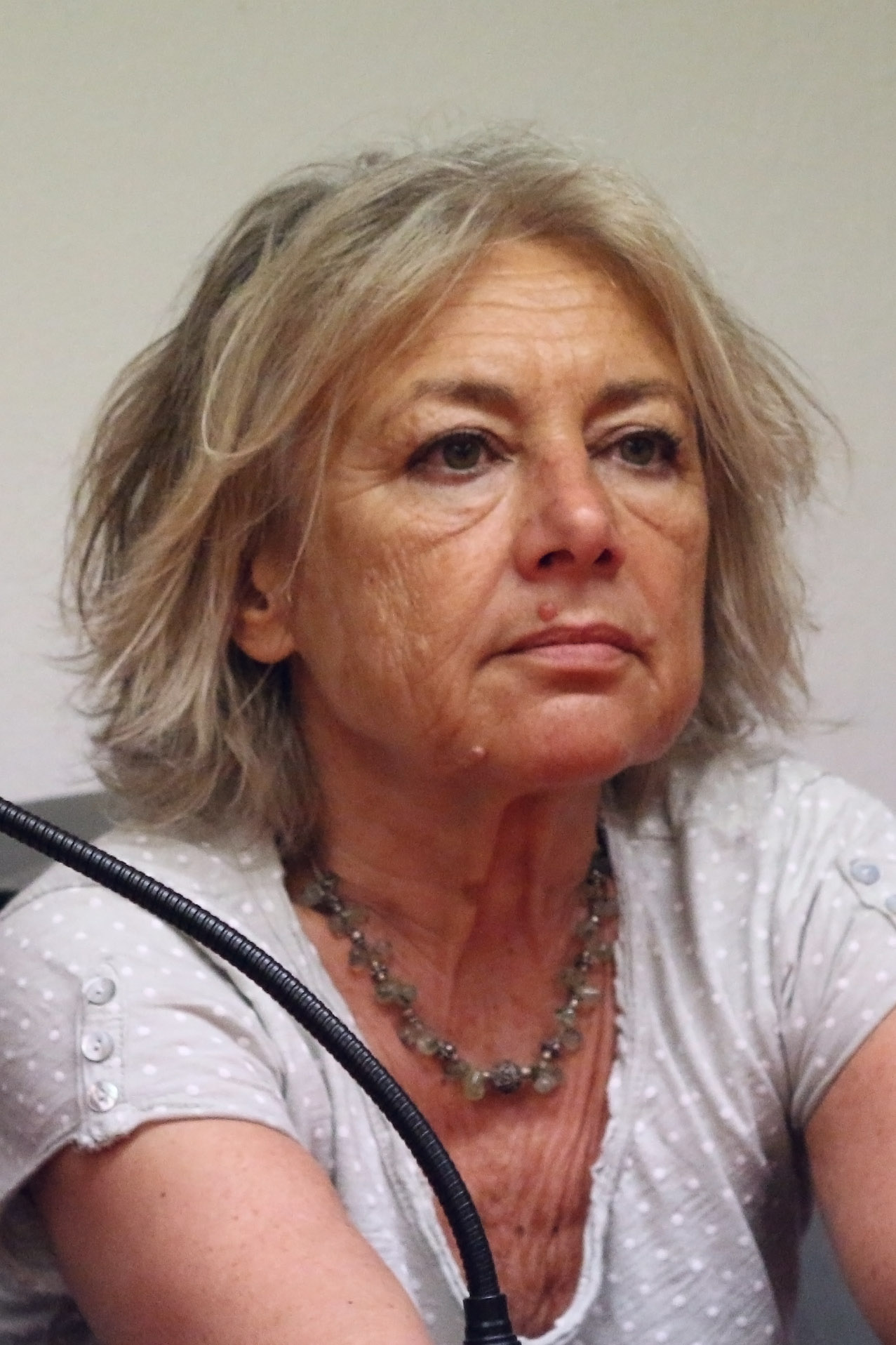

Giuliana Sgrena es una periodista italiana nacida en Masera el 20 de diciembre de 1948.
Se hizo famosa por su secuestro en Irak el 4 de febrero de 2005, siendo liberada el 4 de marzo de ese mismo año. Trabaja en el periódico comunista Il manifesto que estuvo en contra de la participación italiana en esa guerra.